# Infectious Grooves
Infectious Grooves est un groupe de funk metal américain, originaire de Venice, en Californie. Il est formé en 1989 par Mike Muir (dit « Cyco Miko ») et Robert Trujillo, qui étaient respectivement les chanteur et bassiste de Suicidal Tendencies.

## Biographie
Infectious Grooves est formé en 1989 par Mike « Cyco Miko » Muir et Robert Trujillo, respectivement les chanteur et bassiste du groupe Suicidal Tendencies. À la création du groupe, Muir et Trujillo recrutent aux guitares Adam Siegel et Dean Pleasants, et à la batterie Stephen Perkins (ex-Jane's Addiction). 
Leur premier essai, Booty Movin Sampler, ne contient que trois titres. Il ne sortira d'ailleurs qu'en cassette audio. Il s'agit plus d'une démo promotionnelle qu'un album. Viennent ensuite trois albums studio, The Plague That Makes Your Booty Move (publié en 1991), Sarsippius' Ark (1993) et Groove Family Cyco (1994) ; à noter qu'à partir de cet album la batterie est assurée par le jeune Brooks Wackerman. Robert Trujillo quitte Suicidal Tendencies, et est remplacé par Josh Paul. En 1997, Infectious Grooves fusionne avec Suicidal Tendencies. Le quatrième album, Mas Borracho, sort en 1999 avec majoritairement Trujillo à la basse et le reste pour Josh Paul.
Depuis 2003, Trujillo rejoint Metallica et Muir travaille en solo. En 2006, c'est la reformation officielle, Steve et Ron Brunner arrivent en 2004 à la place des Trujillo et Wakerman, et Infectious Grooves lance une grande tournée mondiale. En 2008, Eric Moore remplace Ron Brunner à la batterie, et Tim Stewart remplacera Adam Siegel à la guitare.
Quelques morceaux inédits sortiront sur les compilations de Suicidal Tendencies - Years of Cycos en 2008, et de Cyco Miko - The Mad Mad Muir Musical Tour en 2011. La formation originale du groupe — Mike Muir, Robert Trujillo, Stephen Perkins, Dean Pleasants, aux côtés de Jim Martin (ex-Faith No More, remplaçant le guitariste Adam Siegel) — se réunit pour un concert en tête d'affiche le 31 janvier 2014 au Whisky A Go Go à Hollywood, en Californie.

## Membres

### Membres actuels
- Mike Muir - chant
- Robert Trujillo - basse
- Dean Pleasants - guitare
- Jim Martin - guitare
- Brooks Wackerman - batterie

### Anciens membres
- Adam Siegel - guitare
- Steve "Thundercat" Brunner - basse
- Tim Stewart - guitare
- Eric Moore - batterie
- Stephen Perkins - batterie (sur The Plague That Makes Your Booty Move... It's The Infectious Grooves)
- Josh Freese - batterie (sur Sarsippius' Ark)
- Dave Dunn - claviers
- Josh Paul - basse
- Mike Clark - guitare

## Discographie
| Année | Titre                                                                | Label     | Pic de classement aux USA | Format | Autres informations |
| ----- | -------------------------------------------------------------------- | --------- | ------------------------- | ------ | --- |
| 1991  | The Plague That Makes Your Booty Move... It's The Infectious Grooves | Epic      | 198                       | CD     | - Premier album. - Les chœurs de la seconde piste, Therapy, sont d'Ozzy Osbourne.                                            |
| 1993  | Sarsippius' Ark                                                      | Epic      | 109                       | CD     | |
| 1993  | The Great Infectious Cover-up                                        | Epic      | Non classé                | CD     | Album promotionnel contenant les reprises de Immigrant Song de Led Zeppelin et Fame de David Bowie.                          |
| 1994  | Groove Family Cyco                                                   | Epic      | Non classé                | CD     | |
| 1997  | Friends & Family, Vol. 1                                             | Suicidal  | Non classé                | CD     | Compilation avec trois pistes d'Infectious Grooves                                                                           |
| 1999  | Cyco Miko - Schizophrenic Born Again Problem Child                   | Suicidal  | Non classé                | CD     | Compilation avec deux pistes d'Infectious Grooves et deux de Suicidal Grooves                                                |
| 1999  | Mas Borracho                                                         | Suicidal  | Non classé                | CD     | |
| 2001  | Friends & Family, Vol. 2                                             | Suicidal  | Non classé                | CD     | Compilation avec trois pistes d'Infectious Grooves                                                                           |
| 2008  | Year of the Cycos                                                    | Suicidal  | Non classé                | CD     | Compilation avec trois pistes d'Infectious Grooves                                                                           |
| 2010  | Funk It Up & Punk It Up: Live in France '95                          | Suicidal  | Non classé                | CD     | Double album live enregistré en 1995, à Lyon en France avec Cyco Miko                                                        |
| 2020  | Take U On A Ride - Summer Shred Sessions, Vol. #1                    | ORG Music | Non classé                | EP     | Vinyle 12" tiré à 2 000 exemplaires comprenant un titre inédit et trois chansons issues de sessions d’enregistrement de 1995 |